# 7월 4일생
《7월 4일생》(영어: Born on the Fourth of July)은 1989년에 개봉한 미국의 서사 전기 반전 드라마 영화이다. 베트남전에 참전했으며 후에 반전 운동가가 된 전직 미국 해병대 병장 론 코빅(Ron Kovic)의 동명 자서전이 원작이다. 올리버 스톤이 코빅과 공동 각본을 쓰고 연출, 제작을 맡았다.

## 줄거리
1956년 뉴욕주 매서피콰에서 10살 론 코빅이 친구들과 숲에서 놀고 있다. 생일인 7월 4일에 론은 가족, 가장 친한 친구 도나와 함께 독립 기념일 퍼레이드에 참석한다. 1961년 텔레비전으로 중계된 존 F. 케네디 대통령 취임 연설은 십 대 코빅에게 해병대에 입대하도록 영감을 준다. 코빅은 고등학교를 방문한 두 해병대 모집관의 열정적인 강의를 들은 후 입대한다. 어머니는 그의 결정을 지지하지만 제2차 세계 대전에서 많은 친구를 잃은 참전 용사인 아버지는 화를 낸다. 코빅은 프롬에서 도나와 춤을 추고 키스한 뒤 신병 훈련을 받으러 떠난다.
1967년 10월 두 번째 파병 중인 코빅은 베트남에서 수색 정찰 임무를 수행하는 해병대 하사가 되어 있다. 그와 그의 부대는 베트남 마을 주민들을 적군 전투원으로 오인하여 살해한다. 적군의 총격을 받은 후 이들은 유일한 생존자인 우는 아기를 버려두고 마을을 떠난다. 후퇴 중 코빅은 우연히 소대의 젊은 이병 윌슨을 죽인다. 그는 상관에게 이 사실을 보고하지만, 상관은 그 주장을 무시하고 더 이상 아무 말도 하지 말라고 조언한다.
1968년 1월 코빅은 총격전 중 심각한 부상을 입고 동료 해병대원에게 구조된다. 가슴 아래로 마비가 된 그는 뉴욕 브롱크스 보훈 병원에서 몇 달 동안 회복 치료를 받는다. 자금과 인력이 부족한 병원의 환경은 열악하다. 의사, 간호사, 병원 잡역부들은 환자들을 무시하고, 약물을 남용하며, 낡은 장비를 사용하여 수술한다. 의사들의 만류에도 불구하고 코빅은 보조기와 목발을 사용하여 다시 걸으려고 필사적으로 노력하지만, 결국 넘어져 다리가 부러지고 다리를 절단할 뻔한다.
1969년 이제 휠체어를 영구적으로 사용하는 코빅은 집으로 돌아와 점점 심해지는 우울증과 환멸을 술에 의존하여 대처한다. 그는 독립 기념일 퍼레이드에서 연설을 요청받지만, 군중 속에서 우는 아기 소리를 듣자 베트남으로의 회상이 촉발되어 끝마치지 못한다. 코빅은 시러큐스에 사는 도나를 방문하고, 둘은 추억에 잠긴다. 둘은 켄트 주립 대학교 총격 사건 희생자들을 위한 철야 기도회에 참석했다가 도나와 다른 시위자들이 경찰에 체포되면서 헤어진다.
매서피콰에서 술에 취한 코빅은 어머니와 격렬한 말다툼을 하고, 아버지는 그를 부상당한 베트남 참전 용사들을 위한 안식처인 멕시코 비야 둘세로 보낸다. 그는 매춘부와 첫 성적 접촉을 가진 뒤 그녀가 다른 고객과 함께 있는 것을 보고 상심한다. 코빅은 역시 하반신 마비 환자인 찰리와 친구가 되고, 둘은 바에서 쫓겨난 후 다른 마을로 가기로 결정한다. 그러나 둘은 택시 안에서 격한 말다툼을 하는 바람에 택시에서 쫓겨나 길가에 버려진다. 둘은 서로의 얼굴에 침을 뱉으며 싸운 끝에 지나가던 운전자의 차를 얻어 타고 비야 둘세로 돌아간다.
코빅은 조지아주 비너스로 가서 윌슨의 무덤을 참배한다. 이어 그는 윌슨의 가족을 만나 죄책감을 고백한다. 윌슨의 아내는 그를 용서할 수 없으며 용서는 그 어떤 형태로든 그와 신 사이에서만 이루어질 것이라고 대답한다.
1972년 코빅은 베트남 참전 용사 반전 운동 조직(Vietnam Veterans Against the War)에 가입하고, 플로리다주 마이애미에서 열린 공화당 전당 대회(1972 Republican National Convention)로 향한다. 재선을 노리는 리처드 닉슨 대통령이 공화당 대선 후보 지명 수락 연설을 하는 동안 코빅은 한 뉴스 보도 기자에게 전쟁, 그리고 미국 국민을 저버린 정부를 향한 증오를 표출한다. 닉슨의 지지자들은 그의 발언에 격분하고, 경찰이 그와 다른 시위자들을 대회장에서 내보내고 체포하려고 시도하면서 그의 인터뷰는 중단된다. 코빅과 참전 용사들은 경찰관들로부터 벗어나 다시 모여 대회장을 습격하려 하지만 성공하지 못한다. 영화는 1976년에 코빅이 그의 자서전 출판 후 뉴욕에서 열린 민주당 전당 대회(1976 Democratic National Convention)에서 초청 연사로 등장하면서 끝난다.

## 출연진
- 톰 크루즈 - 론 코빅 병장 역
  - 브라이언 라킨 - 어린 론 역
- 윌럼 더포 - 찰리 역
- 키라 세지윅 - 도나 역
  - 제시카 프러넬 - 어린 도나 역
- 레이먼드 J. 배리 - 일라이 코빅 역
- 제리 러빈 - 스티브 보이어 역
- 프랭크 훼일리 - 티미 역
- 캐럴라인 카바 - 퍼트리샤 코빅 역
- 코딜리아 곤잘레즈 - 마리아 엘레나 역
- 에드 로터 - 재향 군인회장 역
- 존 게츠 - 해병대 소령
- 마이클 윈콧 - 재향 군인 역
- 스티븐 볼드윈 - 빌리 보서비치 역
- 밥 건턴 - 의사 역
- 제이슨 게드릭 - 마티네즈 역
- 앤 보비 - 수잰 코빅 역
- 데이비드 워쇼프스키 - 중위 역
- 레지 E. 캐시 - 연사 역
- 조시 에번스 - 토미 코빅 역
- 릴리 테일러 - 제이미 윌슨 역
- 데이비드 허먼 - 환자 역
- 앤드루 라우어 - 재향 군인 역
- 톰 사이즈모어 - 재향 군인 역
- 톰 베런저 - 헤이스 중사 역
- 피터 크롬비 - 위장 재향 군인 역
- 보 스타 - 필 역
- 비비카 폭스 - 창녀 역
- 존 맥긴리 - 민주당 전당 대회 책임자 1 역
- 웨인 나이트 - 민주당 전당 대회 책임자 2 역
- 마크 모지스 - 낙관적인 의사 역
- 홀리 마리 콤스 - 제니 역
- 대니얼 볼드윈 - 재향 군인 역
- 윌리엄 볼드윈 - 해병대 소대원 역
- 데일 다이 - 보병대 대령 역
- 애비 호프먼 - 동맹 휴학 조직자
- 에디 브리켈 - 포크 송 가수 역
- 로키 캐럴 - 윌리 역

## 우리말 녹음
KBS 성우진 (2003년 3월 23일)
- 홍시호 - 론 코빅(톰 크루즈)
- 정미숙 - 도나(키라 세지윅)
- 김준 - 찰리(윌럼 더포)
- 김정호 - 아버지(레이먼드 J. 배리)
- 손정아 - 어머니(캐럴라인 카바)
- 유동균 - 토미(조시 에번스)
- 장승길 - 윌슨 아저씨(마이클 컴퍼터로)
- 강구한 - 프랭키(리처드 포)
- 오인성 - 스티비(제리 러빈)
- 김우정 - 티미(프랭크 훼일리)
- 전인배 - 소령(존 게츠)
- 김영진 - 재향 군인회장(에드 로터)
- 박정민 - 의사(마커스 플래너건)
- 김옥경 - 마리아(코딜리아 곤잘레즈)
- 조진숙 - 수잰(앤 보비)
- 류다무현 - 윌리(로키 캐럴)